# 서유럽과 기타 지역 그룹
서유럽과 기타 지역 그룹(WEOG라고도 함)은 5개의 유엔 지역 그룹 중 하나이며 주로 서유럽과 북미, 오세아니아, 서아시아의 29개 회원국으로 구성된다.

## 회원국

### 서유럽
- 그리스
- 네덜란드
- 노르웨이
- 덴마크
- 독일
- 룩셈부르크
- 리히텐슈타인
- 모나코
- 몰타
- 벨기에
- 산마리노
- 스웨덴
- 스위스
- 스페인
- 아이슬란드
- 아일랜드
- 안도라
- 영국
- 오스트리아
- 이탈리아
- 튀르키예
- 포르투갈
- 프랑스
- 핀란드

### 그 이외 국가
- 뉴질랜드
- 미국
- 오스트레일리아
- 이스라엘
- 캐나다

## 배치

노란색으로 칠해진 나라가 서유럽과 기타 지역 그룹 회원국이다.

### 안전 보장 이사회
서유럽과 기타 지역 그룹은 현재 유엔 안전 보장 이사회에서 5석을 보유하고 있으며 2석은 비상임, 3석은 상임이다.

### 경제 사회 이사회
서유럽과 기타 지역 그룹은 현재 유엔 경제 사회 이사회에서 13석을 보유하고 있다.

### 인권 이사회
서유럽과 기타 지역 그룹은 현재 유엔 인권 이사회에서 7석을 보유하고 있다.

### 유엔 총회 의장
0과 5로 끝나는 해의 5년마다 서유럽과 기타 지역 그룹은 유엔 총회 의장을 선출할 자격이 주어진다.

## 같이 보기
- 유엔 지역 그룹
- 유엔 안전 보장 이사회 이사국 목록